# Hendrik LXVII Reuß jongere linie
Hendrik LXVII Reuss van Schleiz (Schleiz 20 oktober 1789 - Gera 11 juli 1867) was van 1854 tot 1867 vorst van Reuss jongere linie.

## Leven
Hij was een jongere zoon van Hendrik XLII van Reuss-Schleiz en Caroline, dochter van Christiaan Frederik Karel, de laatste regerende vorst van Hohenlohe-Kirchberg. In 1854 volgde hij zijn kinderloos gestorven broer Hendrik LXII op als vorst. Zijn regering was reactionair en in 1856 voerde onder zijn bewind minister Eduard Heinrich von Geldern-Crispendorf een reactionaire grondwetsherziening door, die pas door zijn opvolger Andreas Paul Adolph von Harbou kon worden teruggedraaid. In de Pruisisch-Oostenrijkse Oorlog (1866) bleef hij aanvankelijk neutraal, maar hij ging al op 26 juni 1866 vrijwillig akkoord met toetreding tot de door Pruisen geplande Noord-Duitse Bond. Hendrik LXVII stierf in 1867 en werd opgevolgd door zijn zoon Hendrik XIV.
In 1857 heeft Hendrik LXVII het Civiel Erekruis van Reuss, een onderscheiding of ridderorde, gesticht.

## Huwelijk en kinderen
Hendrik LXVII huwde in 1820 Adelheid Reuss van Ebersdorf, dochter van vorst Hendrik LI van Reuss-Ebersdorf. Uit het huwelijk werden acht kinderen geboren, van wie de meeste jong stierven:
- Hendrik V (1821-1834)
- Anna Caroline Louise Adelheid (1822-1902), gehuwd met Adolf zu Bentheim-Tecklenburg
- Elisabeth (1824-1833)
- Hendrik VIII (1827-1828)
- Hendrik XI (1828-1830)
- Hendrik XIV (1832-1913), vorst van Reuss jongere linie
- Hendrik XVI (1835-1836)
- Marie Caroline Adelheid (1837-1840)